# Xã Washington, Quận Harrison, Indiana
Xã Washington (tiếng Anh: Washington Township) là một xã thuộc quận Harrison, tiểu bang Indiana, Hoa Kỳ. Năm 2010, dân số của xã này là 522 người.